# Marocháza
Marocháza (románul: Moruț), falu Romániában, Maros megyében.

## Története
Nagysármás város része. A trianoni békeszerződésig Kolozs vármegye Nagysármási járásához tartozott.

## Népessége
2002-ben 106 lakosa volt, ebből 62 magyar és 44 román.

## Vallások
A falu lakói közül  61-en reformátusok és 45-en ortodox hitűek.